# Gare de Noyal - Acigné
Gare de Noyal - Acigné vasútállomás Franciaországban, Noyal-sur-Vilaine településen.

## Vasútvonalak
Az állomást az alábbi vasútvonalak érintik:
- Párizs–Brest-vasútvonal

## Kapcsolódó állomások
A vasútállomáshoz az alábbi állomások vannak a legközelebb:
- Gare de Servon (Paris Gare Montparnasse, Párizs–Brest-vasútvonal)
- Gare de Cesson-Sévigné (Gare de Brest, Párizs–Brest-vasútvonal)